# (948) Юкунда
(948) Юкунда (лат. Jucunda) — небольшой астероид главного пояса, который был открыт 3 марта 1921 года немецким астрономом Карлом Рейнмутом в обсерватории Хайдельберга и назван в честь Saint Jucunda of Nicomedia из календаря жития святых. 

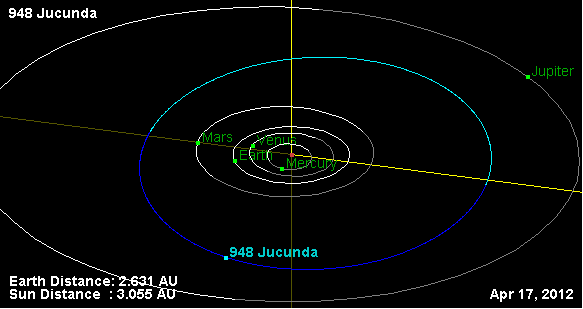
Орбита астероида Юкунда и его положение в Солнечной системе